# Heitor Almeida
Heitor Almeida é um economista brasileiro, com foco em fusões e aquisições, restrições financeiras, finanças corporativas internacionais, gerenciamento de liquidez, grupos de negócios, dificuldades financeiras, governança corporativa e tomada de decisões gerenciais. Atualmente, é professor de finanças e presidente de finanças corporativas da Universidade de Illinois.